# Eois ciocolatina
Eois ciocolatina är en fjärilsart som beskrevs av W. Warren 1907. Eois ciocolatina ingår i släktet Eois och familjen mätare. Inga underarter finns listade i Catalogue of Life.